# Philippe Garrel
Philippe Garrel (Párizs 1948. április 6. –) francia filmrendező, forgatókönyvíró és színész. Híres színészcsalád sarja, édesapja Maurice Garrel színész, fia pedig, Louis Garrel színészként írta bele magát a filmtörténetbe. Filmjei számos díjat nyertek mind a cannes-i, mind velencei filmfesztiválon.

## Életpályája
16 évesen érettségizett, és hamarosan elkészítette első rövidfilmjét (Les Enfants désaccordés, 1964). 1965-ben még egy rövidfilm következett Droit de visite címmel, amelyhez nem írt forgatókönyvet. Ezt követően forgatta A Seize millions de jeunes dokumentumfilm sorozatot az Antenne 2 tv-csatorna számára. 1966-ban rendezte az Anémone egyik epizódját. Első mozifilmjét, a Marie pour mémoire-t 1967-ben készítette. 1968 áprilisában fődíjat nyert Hyères-ben, a fiatal francia film fesztiválján (Festival du Jeune Cinema). A filmet csak 1982-ben vetítették nyilvánosan először.
A filmkritikusok kedvezően írtak alkotásairól. Hosszú dialógusai miatt Jean-Luc Godard, a serdülőkori válság témája miatt François Truffaut, a szereplők bolyongása miatt Jean Eustache örökösének tekintették. Garrel azonban saját stílust alakított ki. Filmjeiben lelki feltárulkozást találunk. A szereplők (gyakran saját családtagjai és barátai) a legtitkosabb rögeszméiket, egzisztenciális kétségeiket, bizonytalanságaikat fedik fel. A 70-es években, a kortárs rendezőktől eltérően, a lineáris elbeszélés, a minimális díszlet és a ritka párbeszéd jellemezte filmjeit.

## Filmjei
- 2015 - A nők árnyéka (L'ombre des femmes)
- 2013 - A féltékenység (La Jalousie)
- 2010 - Forró nyár (Une été brulant)
- 2008 - A hajnal határán (La Frontiére de l'Aube)
- 2005 - Szabályos szeretők (Les Amants Réguliers)
- 2001 - Vad ártatlanság (Sauvage Innocence)
- 1999 - Az éjszaka vihara (Le Vent de la Nuit)
- 1996 - A fantom szíve (Le Cœur Fantôme)
- 1993 - A szerelem születése (La Naissance de l'Amour)
- 1991 - Nem szól már a gitár (J'entends Plus la Guitare)
- 1989 - Veszélyes csókok (Les Baisers de Secours)
- 1988 - A művészet minisztériumai (Les Ministères de l'Art) (tv-film, dokumentum-riportfilm)
- 1985 - Oly sok éjt töltöttem reflektorok fényében... (Elle a Passé Tant d'Heures Sous les Sunlights…)
- 1984 - Párizs, ahogyan látja… 20 év múlva (Paris vu par… vignt ans aprés) - remake szkeccsfilm egyik epizódja
- 1984 - Szabadság, éjszaka (Liberté, la Nuit)
- 1979 - (Le Bleu des Origines) (rövidfilm)
- 1979 - A titkos gyerek (L'Enfant Secret)
- 1978 - Utazás a holtak birodalmába (Voyage au Jardin des Morts)
- 1976 - (Berceau de Cristal)
- 1975 - (Un Ange Passe)
- 1974 - (Les Hautes Solitudes)
- 1972 - (Athanor) (rövidfilm)
- 1972 - Belső sebhely (La Cicactrice Interieure)
- 1969 - (Le Lit de la Vierge)
- 1968 - (Anémone)
- 1968 - (La Concentration)
- 1968 - (Le Révélateur)
- 1967 - Emlékül, Marie! (Marie Pour Mémoire)
- 1965 - (Droit de Visite) (rövidfilm)
- 1964 - (Les Enfants Désaccordés) (rövidfilm)

## Szakirodalom
- Bikácsy Gergely: Bolond Pierrot moziba megy - a francia film ötven éve (Budapest, 1992, Héttorony Könyvkiadó - Budapest Film)
- Paul Schrader: A transzcendentális stílus a filmben: Ozu/Bresson/Dreyer (Szerzőifilmes Könyvtár 2. kötet; Budapest, 2011, Francia Új Hullám)
- Bikácsy Gergely cikke, Filmvilág 1990/4. szám pp. 24–26.